# Pouteria collina
Pouteria collina là một loài thực vật thuộc họ Sapotaceae. Loài này có ở Colombia và Ecuador.